# Tôi thà khóc trên chiếc BMW
"Tôi thà khóc trên chiếc BMW" là một câu nói nổi tiếng trên mạng vào năm 2010 tại Trung Quốc đại lục. Cụm từ trở nên phổ biến sau khi Mã Nặc (tiếng Trung: 馬諾; bính âm: Mǎ Nuò) – thí sinh nữ 20 tuổi tham gia chương trình hẹn hò Phi Thành Vật Nhiễu – trả lời một anh chàng thất nghiệp, đặt câu hỏi liệu Mã có muốn "đạp xe cùng mình" vào buổi hẹn hò. Những tình tiết trong chương trình sau đó đã được tóm gọn lại thành mẫu câu "Tôi thà khóc trên chiếc BMW còn hơn cười trên chiếc xe đạp".

## Tác giả
Mã Nặc (sinh năm 1988) sinh ra trong một gia đình không khá giả ở Bắc Kinh. Ngay sau khi tốt nghiệp đại học, cô đã bắt đầu sự nghiệp người mẫu nhưng không được chú ý. Sau khi tham gia show hẹn hò nổi tiếng Phi Thành Vật Nhiễu, cô bắt đầu tạo nên sức ảnh hưởng nhờ những hành động và phát ngôn tranh cãi của mình.
Thời điểm chương trình lên sóng, phát ngôn mới nhất của Mã Nặc nhanh chóng tạo nên làn sóng lan truyền mạnh mẽ từ người xem khắp cả nước. Nhiều người đã gắn mác cô là "gái thờ tiền", đến mức cụm từ này được trang Trung tâm Tin tức Internet Trung Quốc xếp vào top 10 từ thông dụng nhất năm 2010, trong khi số khác đứng ra bảo vệ Mã bởi cách trả lời thẳng thắn và trung thực. Trong các cuộc phỏng vấn với truyền thông sau đó, Mã Nặc phủ nhận bản thân "đào mỏ" – nói rằng "chỉ muốn từ chối [người cầu hôn] theo một cách sáng tạo". Ghi nhận về tầm ảnh hưởng của câu nói, nhà bình luận xã hội Trần Chí Cương nhận xét: "Mã Nặc có phải chỉ phát biểu từ cá nhân cô ta? Không. Quan điểm của cô ta đã gây được tiếng vang trong giới trẻ; họ đang lớn lên trong một xã hội nhanh chóng tích lũy của cải vật chất. Họ tôn thờ tiền bạc, xe hơi và nhà cửa vì nền kinh tế phát triển thần tốc đã khiến họ trở thành như vậy".

## Ảnh hưởng
Tính thẳng thừng của phát biểu trên đã thành công đem lại sức hút cho chương trình, song đây không phải là cụm từ gây tranh cãi đầu tiên bắt nguồn từ Phi Thành Vật Nhiễu. Chương trình từng nhiều lần vấp phải chỉ trích do chứa đầy những lời nói mang tính miệt thị giàu nghèo, tôn sùng chủ nghĩa vật chất – được cho là con đường dẫn đến "sự xuống cấp các giá trị xã hội Trung Quốc". Trước tình trạng nhiều gameshow hẹn hò có format và chiêu trò tương tự Phi Thành Vật Nhiễu, vào tháng 6 năm 2010, Tổng cục Phát thanh, Truyền hình, Điện ảnh Trung Quốc đã ban hành lệnh cấm "các giá trị xã hội và tình yêu không đứng đắn" xuất hiện trên truyền hình, buộc những nhà sản xuất phải tổ chức lại format chương trình theo hướng chuyên nghiệp hơn và không chứa nội dung có vấn đề về mặt đạo đức. Về phía Mã Nặc, cô đã bị cấm cửa khỏi sóng truyền hình từ năm 2016. Một thời gian sau, Mã lên tiếng cáo buộc ê-kíp chương trình lên kịch bản sẵn cho câu nói nhằm mục đích câu khách; ý kiến của cô đã không được số đông cư dân mạng chấp nhận.
Năm 2012, giáo sư Triệu Kim Hoa thuộc Đại học British Columbia đã đề cập tới câu nói nhằm ám chỉ xu hướng bỏ xe đạp sang xe ô tô của người dân Bắc Kinh, mà theo nhận thức xã hội chung khi đó là "xe đạp bây giờ chỉ dành cho những kẻ thua cuộc". Cho đến nhiều năm hậu chương trình, câu nói vẫn tiếp tục trở thành chủ đề của nhiều meme, video chế giễu trên mạng hay làm trường hợp tiêu biểu để bàn luận về các hiện tượng kinh tế-xã hội nói chung.